# 大場鎮駅
座標: 北緯31度17分42秒 東経121度24分41秒 / 北緯31.29500度 東経121.41139度
大場鎮駅（だいじょうちんえき）は、中華人民共和国上海市宝山区に位置する上海地下鉄7号線の駅である。計画時の名称は滬太路駅、汶水路駅

## 駅構造
- 島式ホーム1面2線を有する地下駅。

## 歴史
- 2009年12月5日 - 開業。

## 隣の駅
上海軌道交通
■7号線
場中路駅 - 大場鎮駅 - 行知路駅